# 2011 en basket-ball
Chronologie du basket-ball
2010 en basket-ball - 2011 en basket-ball - 2012 en basket-ball
Les faits marquants de l'année 2011 en basket-ball

## Événements

### Janvier
- Votes All-Star Game NBA 2011
- 19 janvier : 1re journée du Top 16 de l'Euroligue. L'Espagne compte le plus de représentants qualifiés après le premier tour avec cinq. Suivent ensuite l'Italie, la Grèce, la Lituanie et la Turquie avec deux représentants. Deux clubs disputent également la ligue adriatique, un club serbe et un club slovène. Le dernier club est le Maccabi Tel-Aviv qui représente Israël. La grande surprise est l'absence du CSKA Moscou, club présent au Final Four lors des sept dernières compétitions.
- 20 janvier : dernière journée de la première phase de l'Euroligue féminine. Seize équipes sont qualifiées pour les huitièmes de finale dont les rencontres sont établies en fonction d'un classement déterminé en fonction des résultats du premier tour. Fenerbahçe İstanbul est la seule équipe invaincue.
- 27 janvier : Kobe Bryant termine en tête des votes pour le NBA All-Star Game 2011 disputé à Los Angeles. le cinq de la conférence Ouest est composé de Kobe Bryant, Chris Paul, Kevin Durant, Carmelo Anthony, Yao Ming. Le cinq de la conférence Est est composé de Derrick Rose, Dwyane Wade, LeBron James, Amar'e Stoudemire, Dwight Howard[1]. Le Commissioner de la NBA David Stern désignera le remplaçant de Yao Ming, blessé à la hanche gauche.
- 30 janvier : le tirage au sort des poules du Championnat d'Europe de basket-ball 2011 est effectué à Vilnius. Le premier tour se déroule sous la forme de groupe : quatre groupes de six équipes, chacun de ceux-ci qualifiant trois équipes pour le tour suivant.

### Février
- 3 février : la FIBA Europe annonce la composition des deux cinq du EuroLeague Women All Star Game 2011 : le cinq européen est composé de Céline Dumerc, Alba Torrens, Amaya Valdemoro, Sandrine Gruda et Sancho Lyttle; Le cinq de l'équipe du reste du monde est composé de Monica Wright, Seimone Augustus, Angel McCoughtry, Candice Dupree, Sylvia Fowles[2].
- 4 février :
  - Les entraîneurs de NBA ont désigné quatre joueurs des Boston Celtics Rajon Rondo, Ray Allen, Paul Pierce, Kevin Garnett parmi les sept joueurs complétant l'équipe de l'Est pour le NBA All-Star Game 2011. Les autres joueurs de l'Est sont Joe Johnson, Chris Bosh et Al Horford. Les remplaçants de l'équipe de l'Ouest sont Deron Williams, Russell Westbrook, Manu Ginobili, Tim Duncan, Blake Griffin, Dirk Nowitzki, Pau Gasol[3]. David Stern choisit Kevin Love pour remplacer Yao Ming. l'équipe de l'Ouest sera dirigée par Gregg Popovich tandis que Doc Rivers prend la direction de l'équipe de l'Ouest.
  - quatre équipes se qualifient en deux manches lors des huitièmes de finale de l'Euroligue féminine : Fenerbahçe İstanbul, UMMC Iekaterinbourg, Halcón Avenida Salamanque et Wisła Cracovie. Un match d'appui est nécessaire pour désigner les quatre autres participants aux quarts de finale.
- 9 février : les quatre équipes disputant la manche décisive des huitièmes de finale de l'Euroligue féminine à domicile se qualifient pour le tour suivant. Il s'agit de Spartak Moscou, Taranto Cras Basket, Ros Casares Valence et Bourges Basket.
- 12 février :
  - Le SKS Starogard Gdański remporte la Coupe de Pologne[4].
  - Le KK Partizan Belgrade remporte la Coupe de Serbie[5].
- 13 février :
  - Le FC Barcelone remporte sa 22e Coupe du Roi en battant le Real Madrid sur le score de 68 à 60 à Madrid[6].
  - Le BCM Gravelines Dunkerque remporte sa 1e Semaine des As en battant Chalon-sur-Saône sur le score de 79 à 71 à Pau. Yannick Bokolo est nommé MVP de la compétition[7].
  - Mens Sana Basket remporte la coupe d'Italie, Cup Final Eight, en battant en finale Cantù sur le score de 79 à 72[8].
  - Fenerbahçe Ülkerspor remporte la coupe de Turquie en battant en finale le Beşiktaş sur le score de 81 à 72[9].
- 14 février : le joueur tchèque Jan Veselý est désigné meilleur espoir européen de l'année 2010 par la FIBA Europe. Il devance Ricky Rubio, Jonas Valančiūnas, Andrew Albicy et Enes Kanter. Chez les femmes, c'est la Slovène Nika Baric qui remporte le trophée. Elle devance Alina Iahoupova, Olesia Malachenko, Sabine Niedola et Marina Solopova[10].

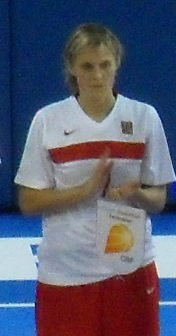
Hana Horáková

- 16 février : la joueuse tchèque Hana Horakova est nommée joueuse européenne de l'année par la FIBA Europe. Elle devance la Française Sandrine Gruda et l'Espagnole Amaya Valdemoro[11].

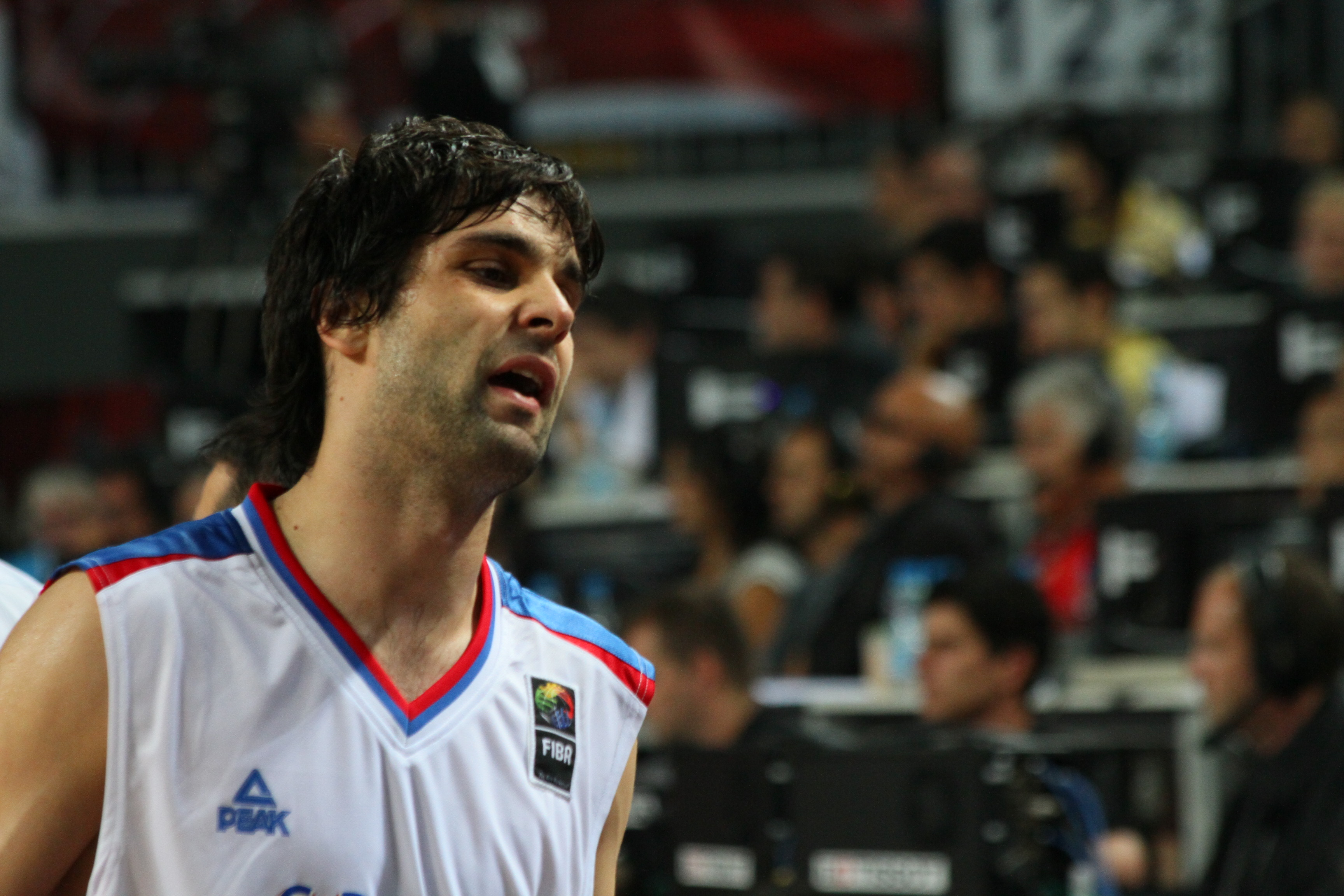
Miloš Teodosić

- 18 février : le Serbe Miloš Teodosić est nommé meilleur joueur européen de l'année par la FIBA Europe. Il est le premier joueur évoluant en Europe à obtenir ce titre depuis le grec Theódoros Papaloukás en 2006. Il devance l'Espagnol Pau Gasol et l'Allemand Dirk Nowitzki[12].
- 20 février : l'équipe de la Conférence Ouest remporte le All-Star Game NBA sur le score de 148 à 143. Kobe Bryant, 37 points, 14 rebonds, 3 passes et 3 interceptions reçoit pour la quatrième fois le titre de All-Star Game Most Valuable Player Award (meilleur joueur du All-Star Game), égalant le record de Bob Pettit[13].
- 25 février : à l'issue des matchs retours des quatre quarts de finale de Euroligue féminine, les quatre équipes qualifiées pour le Final Four sont connues : il s'agit des Russes de Spartak Moscou, vainqueures de Fenerbahçe İstanbul et de UMMC Iekaterinbourg, face à Taranto Cras Basket, et les Espagnoles de Ros Casares Valence qui éliminent Bourges Basket et Halcón Avenida Salamanque qualifiées face à Wisła Cracovie.

### Mars
- 3 mars : à l'issue de la dernière journée du Top 16, les huit équipes qualifiées pour les quarts de finale de l'Euroligue masculine sont : les Espagnols de Tau Vitoria, du Real Madrid, du Power Electronics Valencia BC et du Regal FC Barcelona, les Grecs du Panathinaïkos Athènes et de l'Olympiakós Le Pirée et les Israéliens du Maccabi Tel-Aviv et les Italiens de Montepaschi Siena.

- 22 mars : les quatre équipes disputant à domicile le premier match des quarts de finale de l'Euroligue, qui se dispute au meilleur des cinq rencontres, l'emporte : Regal FC Barcelona bat le Panathinaïkos Athènes 83 à 83, Tau Vitoria bat le Maccabi Tel-Aviv 76 à 70, Real Madrid bat Power Electronics Valencia BC 71 à 65 et l'Olympiakós Le Pirée bat Montepaschi Siena 89 à 41.

- 24 mars

les quatre équipes battues lors du premier match prennent leur revanche, et récupèrent l'avantage du terrain dans la série, en s'imposant chez leurs adversaires : le Panathinaïkos Athènes l'emporte 75 à 72, le Maccabi Tel-Aviv gagne 83 à 81, Valence gagne 81 à 75 et Sienne 82 à 65.
l'équipe israélienne de Elitzur Ramla remporte l'Eurocoupe féminine en battant le club français d'Arras 61-61 puis 61 à 53 à Arras.
- 29 mars : troisième match des quarts de finale. Victoire à domicile du Panathinaïkos Athènes, 76 à 74, de Sienne, 81 à 72 et du Maccabi Tel-Aviv 81 à 60. Le Real Madrid récupère l'avantage du terrain en s'imposant à l'extérieur 75 à 66.

- 31 mars : à l'issue du quatrième match des quarts de finale, trois équipes obtiennent leur qualification pour le Final Four de Barcelone : le Panathinaïkos Athènes élimine le tenant du titre, le Regal FC Barcelona en s'imposant 78 à 67. Le Maccabi Tel-Aviv élimine le Tau Vitoria 99 à 77. Le troisième qualifié est Sienne qui s'impose 88 à 76 face à l'Olympiakós Le Pirée. Une dernière rencontre est nécessaire pour déterminer le dernier participant, entre le Real Madrid et Power Electronics Valencia BC qui s'impose 81 à 72.

### Avril
- 2 avril : lors des demi-finales du Final Four NCAA, disputé à Houston, à Connecticut s'imposant face à Kentucky sur le score de 56 à 55 et Butler obtient le droit de disputer sa seconde finale consécutive en disposant de VCU par 70 à 62.

- 3 avril : demi-finales du Final Four du Championnat NCAA féminin à Indianapolis. Notre Dame élimine Connecticut dans la première demi-finale par 72 à 63. Dans la seconde demi-finale, Texas A&M s'impose face à Stanford par 63 à 62.
- 4 avril : Connecticut remporte le troisième titre national de son histoire en s'imposant face à Butler par 53 à 41[14]. Kemba Walker est élu Most Outstanding Player du tournoi[15].

- 5 avril : finale du Final Four du Championnat NCAA féminin à Indianapolis. Texas A&M s'impose face à Notre Dame par 76 à 70.
- 6 avril : le Real Madrid est le dernier qualifié pour le Final Four de Barcelone. Il s'impose face à Power Electronics Valencia BC sur le score de 66 à 58 lors de la cinquième et dernière manche.

- 8 et 10 avril : Final Four de l'Euroligue féminine à Iekaterinbourg. Pour la quatrième année consécutive, le Spartak Moscou et le UMMC Iekaterinbourg s'affrontent en demi-finale. Le Spartak Moscou s'impose comme les trois années précédentes. La seconde demi-finale, opposant les deux clubs espagnols de Ros Casares Valence et Halcón Avenida Salamanque, voit la victoire de Salamanque sur le score de 61 à 49. Ce dernier club met fin à la série de quatre victoires consécutives en battant le Spartak région de Moscou sur le score de 68 à 69. Alba Torrens est désignée MVP de la compétition.

- 11 avril : Maya Moore, joueuse des Connecticut Huskies, est le premier choix de la draft WNBA 2011. Elle est choisie par les Minnesota Lynx.
- 13 avril : à l'issue de la dernière journée de la phase régulière, les seize équipes qualifiées pour les play-poffs sont connues. À l'Est, les Bulls de Chicago, no 1 de la ligue, sont opposés aux Pacers d'Indiana, le Magic d'Orlando rencontre les Hawks d'Atlanta, les Celtics de Boston rencontrent les Knicks de New York, le Heat de Miami rencontre les Sixers de Philadelphie. Les rencontres de la conférence Ouest opposent les Spurs de San Antonio, no 1 de conférence, aux Grizzlies de Memphis, le Thunder d'Oklahoma City aux Nuggets de Denver, les Mavericks de Dallas aux Trail Blazers de Portland et les Lakers de Los Angeles aux Hornets de la Nouvelle-Orleans.

- 16 : débuts des play-offs de la NBA

- 16 et 17 avril : Final Four de l'EuroCoupe à Trévise. Les demi-finales opposent les Russes de UNICS Kazan aux Croates de KK Cedevita d'une part et les Espagnols de CDB Séville aux Italiens du Benetton Trévise. Après avoir éliminé les Croates, le club russe de Kazan l'emporte 92 à 77 en finale face à Séville.

### Mai
- 20 avril et 1er mai : Final Four de l'EuroChallenge à Ostende. Le club slovène de KK Krka Novo Mesto remporte son premier titre européen en battant en finale le club russe de BC Lokomotiv Kuban sur le score de 83 à 77.

- 1er mai : débuts des demi-finales de conférence des play-offs de la NBA : à l'Est, les Celtics de Boston sont opposés au Heat de Miami et les Bulls de Chicago affrontent les Hawks d'Atlanta. Dans la conférence Ouest, le Thunder d'Oklahoma City affronte les Grizzlies de Memphis qui ont éliminé le no 1 de la Conférence. La seconde demi-finale oppose les Lakers de Los Angeles au Mavericks de Dallas.

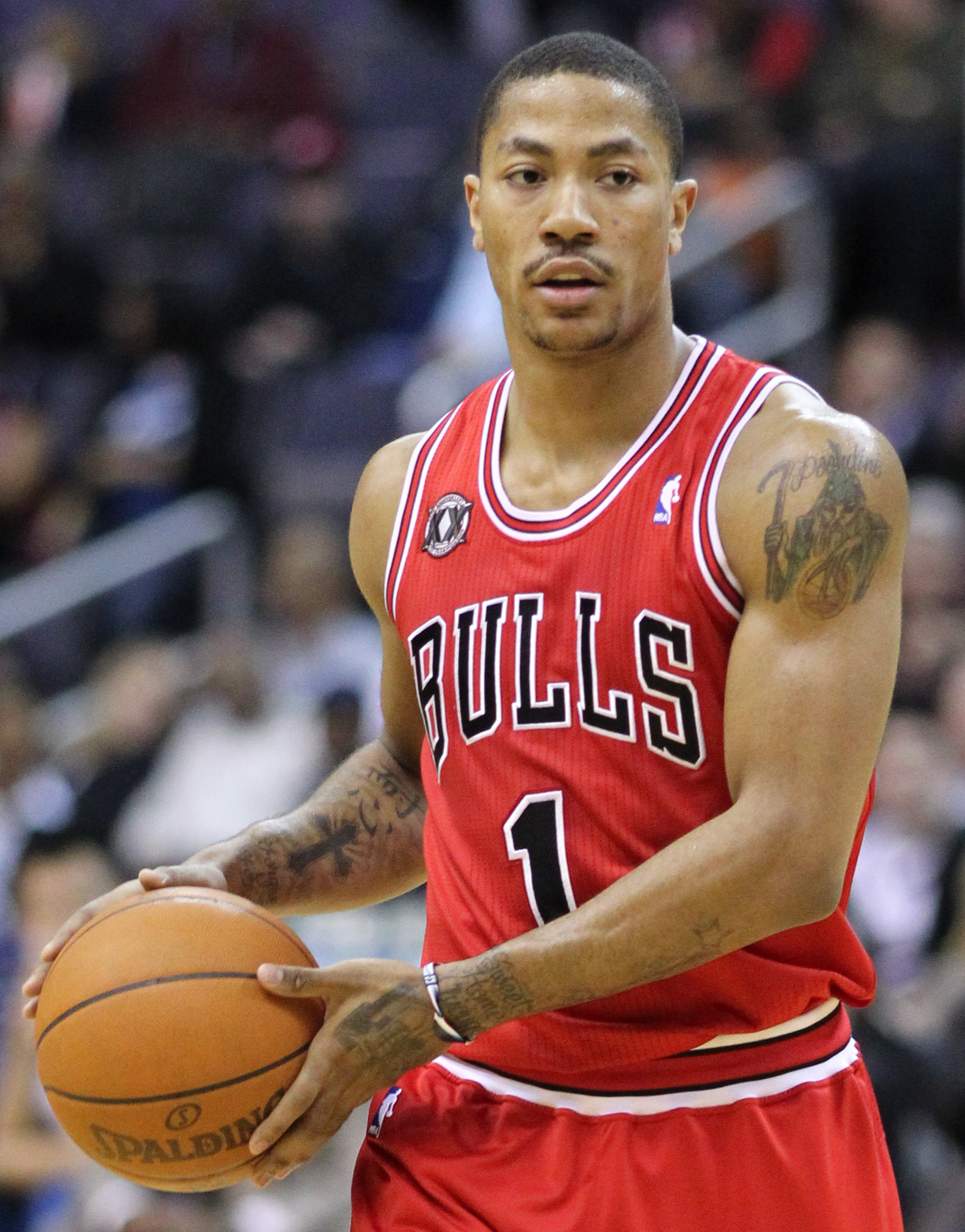
Derrick Rose

- 3 mai : le joueur des Bulls de Chicago Derrick Rose devient le plus jeune MVP de l'histoire de la National Basketball Association avec 22 ans, 6 mois et 30 jours[16]. Pour les autres récompenses individuelles, Blake Griffin est Rookie of the Year (débutant ou recrue de l'année), Dwight Howard est le meilleur défenseur, Lamar Odom est le meilleur sixième homme et Kevin Love le joueur ayant le plus progressé. Tom Thibodeau est nommé entraîneur de l'année et Pat Riley partage le titre de dirigeant de l'année avec Gar Forman.

- 1er et 6 mai : le club de Bourges remporte son dixième titre de champion de France en battant en deux manches le tenant du titre Tarbes, 71-53 puis 71-59[17].

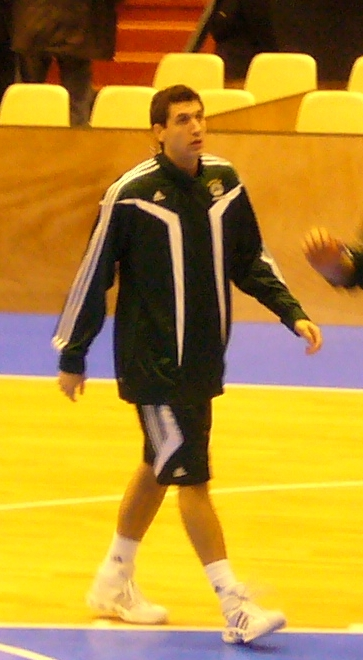
Dimítris Diamantídis

- 6 et 8 mai : le Panathinaïkos Athènes remporte son sixième titre d'Euroligue en battant en finale le Maccabi Tel-Aviv sur le score de 78 à 70[18]. La troisième place de la compétition est remportée par Sienne qui l'emporte 82 à 60 face au Real Madrid. En demi-finale, le Panathinaïkos avait éliminé Sienne sur le score de 77 à 69 et le Maccabi le Real sur le score de 82 à 62. Dimítris Diamantídis est nommé MVP du Final Four.

- 7 mai : Dimítris Diamantídis est nommé MVP de l'Euroligue 2010-2011. Il partage le premier cinq de la compétition avec Juan Carlos Navarro, Fernando San Emeterio, Sofoklís Schortsianítis et Mike Batiste[19].
- 8 mai : les Mavericks de Dallas sont la première franchise à rejoindre les finales de conférence en éliminant sur un sweep (quatre victoires à zéro) les tenants du titre, les Lakers de Los Angeles.

- 11 mai : le Heat de Miami atteint la finale de la Conférence Est en battant les Celtics de Boston sur le score de 4 à 1.

- 12 mai : 
  - Le premier cinq NBA est composé de Derrick Rose, LeBron James (Miami Heat), Kobe Bryant, Kevin Durant, et Dwight Howard, élu meilleur défenseur de la saison. Le second cinq est composé de Russell Westbrook, Dwyane Wade, Dirk Nowitzki, Amar'e Stoudemire et Pau Gasol[20].
  - les Bulls de Chicago, après avoir concédé la première rencontre de la série l'opposant aux Hawks d'Atlanta, se qualifient pour la finale de la Conférence Est. Ils emportent la série par 4 à 2, 93 à 73 lors de la sixième rencontre disputée à Atlanta.

- 15 mai : 
  - Les finales de coupe de France se déroule au Palais omnisports de Paris-Bercy. Chez les hommes, l'Élan sportif chalonnais remporte le trophée aux dépens du CSP Limoges par 79 à 71[21]. La finale féminine est remportée par Montpellier qui bat USO Mondeville sur le score de 63 à 54[22].
  - L'Olympiakós remporte la coupe de Grèce aux dépens du Panathinaïkos Athènes sur le score de 74 à 68[23].
  - Le Thunder d'Oklahoma City est le dernier club à atteindre les finales de conférence. Il s'impose lors de la septième manche sur le score de 105 à 90 face aux Grizzlies de Memphis.

- 25 mai : le Heat de Miami remporte le cinquième match de la série l'opposant aux Bulls de Chicago sur le score de 83 à 80. Après une défaite à Chicago lors de la première rencontre, Miami remporte son quatrième succès consécutif. La franchise se qualifie pour les Finales NBA pour la seconde fois de son histoire après le titre NBA de 2006.

- 26 mai : les Mavericks de Dallas se qualifie pour les Finales NBA en remportant à domicile le cinquième de la série face au Thunder d'Oklahoma City. C'est également la seconde finale de l'histoire de la franchise. La précédente était la finale de 2006 où Miami s'était imposé 4 à 2.

- 27 et 28 mai : les demi-finales du championnat de France opposent Cholet à Gravelines-Dunkerque et Nancy à Lyon-Villeurbanne. Cholet s'impose à domicile sur le score de 77 à 62. Dans la deuxième demi-finale, Nancy s'impose 109 à 93.

- 31 mai : 
  - Cholet accède à la finale du championnat de France en remportant le match retour de sa demi-finale l'opposant à Gravelines sur le score de 84 à 80.
  - Le Heat de Miami remporte la première rencontre de la finale NBA sur le score de 92 à 84 face aux Mavericks de Dallas[24].

### Juin
- 1er juin : Lyon-Villeurbanne obtient le droit de disputer une manche décisive en s'imposant 91 à 79 face à Nancy.
- 2 juin : les Mavericks de Dallas égalisent dans la série en s'imposant 95 à 93 face au Heat de Miami.

- 3 juin : début de la phase régulière de la WNBA.

- 4 juin : le club de Nancy rejoint Cholet en finale du championnat de France en s'imposant face à Lyon-Villeurbanne lors de la manche décisive sur le score de 89 à 75.
- 5 juin : le Heat de Miami reprend l'avantage du terrain en s'imposant à Dallas sur le score de 88 à 86.
- 7 juin : les Mavericks de Dallas égalisent dans la série en s'imposant à Dallas sur le score de 86 à 83.
- 9 juin : les Mavericks de Dallas prennent pour la première fois l'avantage dans la série en s'imposant à Dallas sur le score de 112 à 103.
- 11 juin : le SLUC Nancy remporte son second titre de champion de France en battant Cholet Basket sur le score de 76 à 74. John Linehan, qui remporte son second titre consécutif après sa victoire avec Cholet lors de la saison précédente, inscrit le panier décisif et est nommé MVP de la rencontre[25]

- 12 juin : les Mavericks de Dallas remportent le championnat NBA 2010-2011 en battant le Miami Heat en finale par 4 victoires à 2[26]. Dirk Nowitzki est désigné MVP des Finales[27].
- 18 juin au 3 juillet : Championnat d'Europe féminin
- 23 juin : Draft 2011 de la NBA : le joueur des Duke Blue Devils Kyrie Irving est choisi en première position par les Cavaliers de Cleveland. Il devance Derrick Williams et le Turc Enes Kanter[28].

### Tableaux récapitulatifs
| Pays                         | Compétition                           | Vainqueur                    | Finaliste                    | Résultat                     |
| Compétitions internationales | Compétitions internationales          | Compétitions internationales | Compétitions internationales | Compétitions internationales |
| ---------------------------- | ------------------------------------- | ---------------------------- | ---------------------------- | ---------------------------- |
|                              | Euroligue                             | Panathinaïkos                | Maccabi Tel-Aviv             | 78-70                        |
|                              | EuroCoupe                             | UNICS Kazan                  | CDB Séville                  | 92-77                        |
|                              | EuroChallenge                         | KK Krka Novo Mesto           | BC Lokomotiv Kuban           | 83-77                        |
|                              | Ligue adriatique                      | KK Partizan Belgrade         | Union Olimpija               | 77-74                        |
|                              | Ligue baltique                        | Žalgiris Kaunas              | VEF Riga                     | 75-67                        |
|                              | Coupe d'Asie des clubs champions      | Riyadi Club Beyrouth         | Mahram Tehran                | 91-82                        |
|                              | Coupe arabe des clubs champions       | An Nahl Sharjah              | AS Salé                      | 80-73                        |
|                              | Coupe d’Afrique des clubs champions   | Étoile Sportive du Sahel     | Primeiro de Agosto           | 82-60                        |
| Compétitions nationales      |                                       |                              |                              |                              |
|                              | National Basketball Association (NBA) | Dallas Mavericks             | Miami Heat                   | 4-2                          |
|                              | NCAA                                  | Connecticut Huskies          | Butler Bulldogs              | 53-41                        |
|                              | National Basketball League            | New Zealand Breakers         | Cairns Taipans               | 2-1                          |
|                              | Championnat de Belgique               | Spirou Basket Club           | Okapi Aalstar                | 3-0                          |
|                              | Chinese Basketball Association        | Guangdong Southern Tigers    | Xinjiang Flying Tigers       | 4-2                          |
|                              | A1 liga Ožujsko                       | KK Zagreb                    | KK Cedevita                  | 2-1                          |
|                              | Championnat de République tchèque     | ČEZ Basketball Nymburk       | BK Prostějov                 | 4-2                          |
|                              | Eredivisie                            | ZZ Leiden                    | GasTerra Flames              | 4-3                          |
|                              | Pro A                                 | SLUC Nancy                   | Cholet Basket                | 76-74                        |
|                              | Basketball-Bundesliga                 | Brose Baskets                | ALBA Berlin                  | 3-2                          |
|                              | HEBA                                  | Panathinaïkos                | Olympiakós                   | 3-1                          |
|                              | Championnat d’Iran                    | Mahram Téhéran               | Zob Ahan Esfahan             | 3-2                          |
|                              | Ligue israélienne de basket-ball      | Maccabi Tel-Aviv             | Hapoël Galil Elyon           | 91-64                        |
|                              | Serie A                               | Montepaschi Siena            | Cantù                        | 4-1                          |
|                              | Lietuvos Krepšinio Lyga               | Žalgiris Kaunas              | Lietuvos Rytas               | 4-1                          |
|                              | Championnat du Monténégro             | KK Budućnost Podgorica       | KK Mornar                    | 3-0                          |
|                              | Philippine Basketball Association     |                              |                              |                              |
|                              | Dominet Bank Ekstraliga               | Asseco Prokom Sopot          | Turów Zgorzelec              | 4-3                          |
|                              | Superligue                            | CSKA Moscou                  | BC Khimki                    | 3-1                          |
|                              | Naša Sinalko Liga                     | KK Partizan Belgrade         | KK Hemofarm                  | 3-0                          |
|                              | UPC Telemach                          | KK Krka Novo Mesto           | KK Olimpija Ljubljana        | 3-2                          |
|                              | Liga ACB                              | FC Barcelone                 | CBD Bilbao                   | 3-0                          |
|                              | Championnat de Turquie                | Fenerbahçe Ülkerspor         | Galatasaray SK               | 4-2                          |
|                              | Championnat d’Ukraine                 | BK Boudivelnik               | BC Donetsk                   | 4-3                          |
|                              | British Basketball League             | Liverpool Mersey Tigers      | Sheffield Sharks             | 79-74                        |

| Pays                         | Compétition                                    | Vainqueur                    | Finaliste                    | Résultat                     |
| Compétitions internationales | Compétitions internationales                   | Compétitions internationales | Compétitions internationales | Compétitions internationales |
| ---------------------------- | ---------------------------------------------- | ---------------------------- | ---------------------------- | ---------------------------- |
|                              | Euroligue                                      | Halcón Avenida Salamanque    | Spartak Région de Moscou     | 69-58                        |
|                              | Eurocoupe féminine                             | Elitzur Ramla                | Arras Pays d’Artois BF       | *61-61 et 61-*53             |
|                              | Ligue adriatique                               | ŽKK Šibenik Jolly JBS        | Gospić Croatia Osiguranje    | 20-0,                        |
|                              | Ligue baltique                                 | Vici Aistis Kaunas           | Spartak Saint-Pétersbourg    | 85-72                        |
| Compétitions nationales      |                                                |                              |                              |                              |
|                              | Women's National Basketball Association (WNBA) | Minnesota Lynx               | Atlanta Dream                | 3-0 (88-74, 101-95, 73-67)   |
|                              | NCAA                                           | Texas A&M                    | Notre Dame Fighting Irish    | 76-70                        |
|                              | Women's National Basketball League             | Bulleen Melbourne Boomers    | Canberra Capitals            | 103-78                       |
|                              | Championnat de Belgique                        | IMC Dames Waregem            | St-Katelijne Waver           | 2-1                          |
|                              | Championnat de Croatie                         | Gospić Croatia Osiguranje    | ŽKK Šibenik Jolly JBS        | 3-0                          |
|                              | Championnat de République tchèque              | USK Prague                   | BK Frisco SIKA Brno          | 3-0                          |
|                              | Liga Femenina de Baloncesto                    | Halcón Avenida Salamanque    | Ros Casares Valence          | 2-0                          |
|                              | Ligue féminine de basket                       | CJM Bourges Basket           | Tarbes Gespe Bigorre         | 2-0 (71-53 et 71-59)         |
|                              | Championnat                                    | Athinaïkós Výronas           | FEA Neas                     | 3-0                          |
|                              | Championnat de Hongrie                         | MKB Euroleasing Sopron       | MiZo Pécs                    | 3-2                          |
|                              | LegA Basket Femminile                          | Famila Schio                 | Taranto Cras Basket          | 3-2                          |
|                              | LSBL Championships                             | TTT Riga                     | RTU-Merks                    | 3-0                          |
|                              | LMKL                                           | Vici Aistis Kaunas           | Lemminkainen                 | 3-0                          |
|                              | TBBL                                           | Fenerbahçe SK                | Galatasaray SK               | 3-1                          |
|                              | Polska Liga Koszykówki Kobiet                  | Wisła Can-Pack Cracovie      | CCC Polkowice                | 3-1                          |
|                              | Superligue                                     | UMMC Ekaterinbourg           | Spartak Région de Moscou     | 3-0                          |
|                              | A League                                       | ŽKK Partizan Belgrade        | Hemofarm                     | 3-0                          |

Dans le cas d’une finale à 2 manches jouées chez chacun des finalistes, * précède le score de l’équipe jouant à domicile.
| Pays                         | Compétition                           | Vainqueur                    | Finaliste                    | Résultat                     |
| Compétitions internationales | Compétitions internationales          | Compétitions internationales | Compétitions internationales | Compétitions internationales |
| ---------------------------- | ------------------------------------- | ---------------------------- | ---------------------------- | ---------------------------- |
|                              | Coupe des Clubs champions (EuroCup 1) | Galatasaray SK               | RSV Lahn-Dill                | 85-80ap                      |
|                              | Coupe André Vergauwen (EuroCup 2)     | Beşiktaş JK                  | Köln 99ers                   | 71-62                        |
|                              | Coupe Willi Brinkmann (EuroCup 3)     | CS Meaux                     | GSD Porto Torres             | 75-44                        |
|                              | Challenge Cup (EuroCup 4)             | BPLS Amicacci Giulianova     | CID Getafe                   | 72-62                        |
| Compétitions nationales      |                                       |                              |                              |                              |
|                              | Nationale A (NA)                      | CS Meaux                     | Toulouse IC                  | 2 à 0                        |

### Juillet
- 1er juillet : le quatrième lockout de l'histoire de la NBA débute après l'échec des négociations entre les propriétaires et l'association des joueurs représentée par Billy Hunter[65].
- 3 juillet : l'équipe de Russie remporte le Championnat d'Europe féminin en battant en finale la Turquie sur le score de 59 à 42. La France, championne d'Europe lors de l'édition précédente, remporte la médaille de bronze aux dépens de la République tchèque, battue sur le score de 63 à 56. La Russe Ielena Danilotchkina est désignée MVP de la compétition. Les quatre autres joueuses du cinq majeur sont la Croate Sandra Mandir, la joueuse tchèque Eva Vítečková, la Turque Nevriye Yılmaz et la Russe Maria Stepanova.
- 10 juillet : la Lituanie remporte le championnat du monde des 19 ans et moins en battant en finale la Serbie sur le score de 85 à 67. La Russie termine troisième. Jonas Valančiūnas termine meilleur joueur de la compétition[66].
- 17 juillet : l'Espagne remporte le Championnat d'Europe féminin des 20 ans et moins en battant en finale la Russie. La Pologne termine troisième et l'Espagnole Queralt Casas est désignée meilleure joueuse de la compétition[67].

- 23 juillet : la sélection Est remporte le WNBA All-Star Game 2011 en s'imposant face à la sélection Ouest. Swin Cash remporte son second titre de MVP de la compétition[68].
- 24 juillet : l'Espagne remporte son premier titre de championne d'Europe des 20 ans et moins en battant en finale l'Italie sur le score de 82 à 70[69]. La France obtient la médaille de bronze en battant la Russie.
- 31 juillet : 
  - l'Espagne remporte le titre de Championnat d'Europe masculin des 18 ans et moins en battant en finale la Serbie sur le score de 71 à 65. La Turquie obtient la troisième place en battant l'Italie 69 à 65[70].
  - Les États-Unis remporte le Championnat du monde féminin des 19 ans et moins en triomphant en finale de l'Espagne sur le score 69 à 46. Le Brésil remporte la médaille de bronze grâce à une victoire 70 à 67 sur l'Australie[71].

### Août
- 7 août : la Croatie remporte le Championnat d'Europe des 16 ans et moins en battant en finale la République tchèque sur le score de 67 à 57. L'Espagne remporte la troisième place en battant en prolongation la France sur le score de 61 à 53[72].
- 14 août : la Belgique remporte la médaille d'or du Championnat d'Europe féminin des 18 ans et moins en battant la France sur le score de 77 à 49. La troisième place est remportée par l'Espagne aux dépens de la Suède sur le score de 85 à 69[73].
- 17 au 28 août : championnat d'Afrique de basket-ball 2011.

- 21 août : l'Espagne remporte le Championnat d'Europe féminin des 16 ans et moins en battant en finale la Belgique sur le score de 67 à 43. L'Italie remporte la troisième place en battant la Turquie sur le score de 82 à 48[74].
- 28 août : 
  - l'équipe de Chine féminine obtient sa qualification olympique en remportant le Championnat d'Asie 2011[75].
  - La Tunisie met un terme à une série de six victoires consécutives de l'Angola lors du championnat d'Afrique. Elle obtient ainsi sa qualification pour le tournoi olympique 2012. Les Tunisiens l'emportent 67 à 56. Le Nigeria remporte la médaille de bronze grâce à une victoire 77 à 67 sur la Côte d'Ivoire.

### Septembre
- 31 août au 18 septembre : championnat d'Europe masculin
- 7 et 9 septembre : l'Australie se qualifie pour les Jeux olympiques 2012 de Londres en remportant le Championnat d'Océanie. Les Boomers s'imposent en deux manches lors de la série l'opposant à la Nouvelle-Zélande, 91 à 78 et 81 à 64.
- 7, 9 septembre et 11 septembre : les Australiennes se qualifient pour les Jeux olympiques 2012 de Londres en s'imposant trois à zéro - 77 à 64, 92 à 73 et 82-57 - dans la série les opposant aux Néo-Zélandaises.
- 30 août au 11 septembre : l'Argentine remporte la XVe édition du championnat des Amériques n battant en finale le Brésil sur le score de 80 à 75. Ces deux équipes se qualifient pour les Jeux olympiques 2012. Les deux autres demi-finalistes, la République dominicaine - troisième - et le Porto Rico ainsi que le cinquième, le Venezuela disputent le tournoi de qualification préolympique.

- 14 septembre : les deux premiers quart de finale du Championnat d'Europe masculin opposent l'Espagne à la Slovénie et la Macédoine à la Lituanie. L'Espagne s'impose sans surprise sur le score de 86 à 64. La Macédoine réalise un exploit en se qualifiant face à la Lituanie, qui évolue à domicile et figurait parmi les grands favoris avant le début de la compétition, sur le score de 67 à 65.
- 15 septembre
  - Les deux derniers quart de finale du Championnat d'Europe masculin opposent la France à la Grèce et la Russie à la Serbie. La demi-finale opposera la France, vainqueure de la Grèce par 64 à 56 à la Russie qui élimine la Serbie sur le score de 77 à 67.
  - Débuts des playoffs de la Women's National Basketball Association (WNBA) : ceux-ci opposent à l'Est les Indiana Fever aux New York Liberty et le Connecticut Sun au Atlanta Dream. Les demi-finales de la conférence Ouest opposent les Minnesota Lynx aux San Antonio Silver Stars et le Seattle Storm au Phoenix Mercury.

- 16 septembre : l'Espagne et la France se qualifient pour la finale du Championnat d'Europe en s'imposant respectivement face à la Macédoine - 92 à 80 - et la Russie - 79 à 71. Ces deux équipes sont également ainsi qualifiées pour les Jeux olympiques 2012 de Londres.

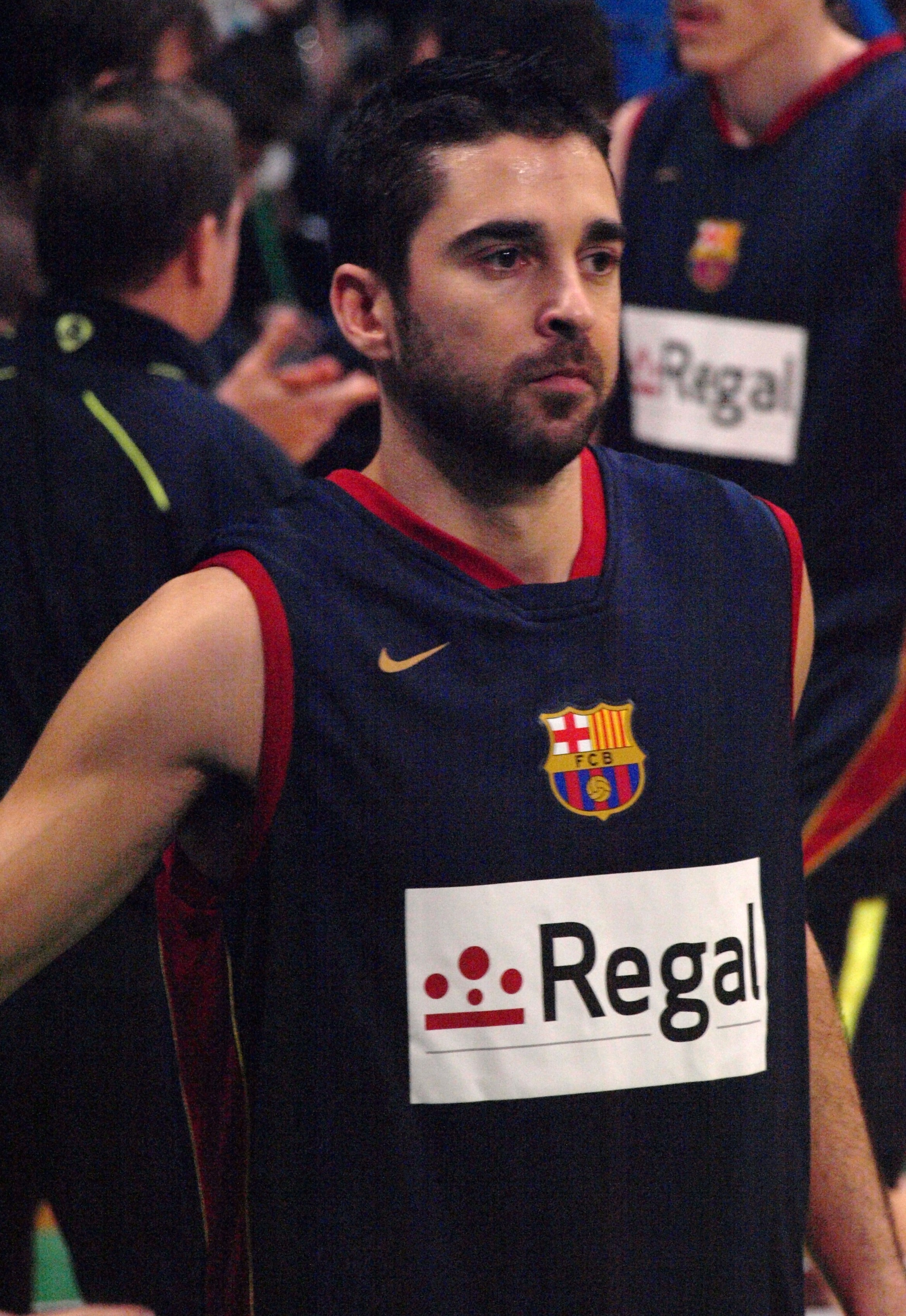
Juan Carlos Navarro, ici avec le maillot de Barcelone, MVP du championnat d'Europe

- 18 septembre : l'Espagne conserve son titre européen en battant la France sur le score de 98 à 85. La Russie obtient la médaille de bronze en l'emportant sur la Macédoine sur le score de 72 à 68. Ces deux équipes, ainsi que la Lituanie cinquième et la Grèce, sixième, disputeront un tournoi de qualification préolympique en 2012. Juan Carlos Navarro est désigné MVP de la compétition dont le meilleur cinq est composé également de Pau Gasol, Tony Parker, Bo McCalebb et Andrei Kirilenko[76].

- 25 septembre : la Chine obtient son billet pour les Jeux olympiques de 2012 en remportant le championnat d'Asie face à la Jordanie sur le score de 70 à 69. Cette dernière, ainsi que la Corée du Sud disputeront en 2012 le tournoi préolympique de basket-ball 2012.

### Octobre
- 1er octobre : 
  - le FC Barcelone remporte la Supercoupe d'Espagne.
  - Le Brésil remporte son cinquième titre de Championnat des Amériques en battant l'Argentine sur le score de 74 à 33. Le Brésil obtient sa qualification pour les jeux olympiques de Londres. L'Argentine et les deux autres demi-finalistes, le Canada et Cuba disputeront en 2012 le Tournoi préolympique de basket-ball 2012.

- 2 octobre : 
  - l'Angola obtient sa qualification pour le Tournoi préolympique de basket-ball 2012 en battant en finale du Championnat d'Afrique féminin le Sénégal. Le Sénégal et le Mali sont qualifiés pour le Tournoi préolympique de basket-ball 2012.
  - Nancy remporte le premier trophée de la saison lors du Match des champions en s'imposant face à Chalon-sur-Saône sur le score de 89 à 83[77].
  - Sienne remporte la Supercoupe d'Italie en s'imposant face à Cantù sur le score de 73 à 70[78].
  - La finale de la saison WNBA 2011, disputée au meilleur des cinq rencontres, oppose les Minnesota Lynx, équipe présentant le meilleur bilan de la saison régulière, au Atlanta Dream, qui avait terminé troisième de la Conférence Est. Ces deux équipes ont respectivement éliminée en finale de conférence le Phoenix Mercury et l'Indiana Fever.
- 7 octobre : en remportant le troisième match de la série 73 à 63 à Atlanta, les Minnesota Lynx remporte le titre WNBA par trois à zéro face au Atlanta Dream. Seimone Augustus est désignée meilleure joueuse des Finales WNBA[79].

- 10 octobre : la NBA annonce que les deux premières semaines de la saison sont annulées. Pour la deuxième fois dans l'histoire de la NBA - après le lock-out de la saison NBA 1998-1999 - des matchs sont annulés[80].
- 17 octobre : la saison régulière de l'Euroligue 2011-2012 débute par un match avancé entre le Žalgiris Kaunas et le CSKA Moscou. Spirou Charleroi et Galatasaray sont les deux clubs à obtenir leur participation après un Tour qualificatif.

### Novembre
- 26 novembre : le site nba.com annonce qu'un accord de principe a été conclu entre les propriétaires de NBA et les joueurs permettant de mettre un terme à la fin du lock-out[81].

### Décembre
- 25 décembre : la saison NBA 2011-2012 débute par une série de cinq rencontres, Christmas day spécial : les Knicks de New York s'imposent face aux Celtics sur le score de 106-104 ; le champion en titre, les Mavericks de Dallas, s'incline au finaliste NBA, le Heat de Miami 105-94 ; les Lakers de Los Angeles s'inclinent face aux Bulls de Chicago 88-87 ; la franchise du Thunder d'Oklahoma City bat Magic d'Orlando 97-89 et les Clippers de Los Angeles battent les Warriors du Golden State 105-86[82].
- 29 décembre : les All-Stars Français battent la sélection des All-Stars Étrangers sur le score de 130 à 123 lors du All-Star Game LNB 2011[83].

## Décès
- 20 janvier : Pino Brumatti
- 8 février : Cesare Rubini[84].
- 17 avril : Alfonso Martínez
- 27 mai : Małgorzata Dydek[85].
- 12 mai : Mike Mitchell[86]
- 5 juillet Armen Gilliam[87].
- 16 juillet : Joe McNamee
- 3 août : Ray Patterson
- 8 août : Mike Barrett
- 8 novembre : Ed Macauley[88]
- 17 décembre : Ronnie Smith[89]